# 拉巴蒂蒙萨莱翁
拉巴蒂蒙萨莱翁（法語：La Bâtie-Montsaléon，法語發音：[la bati mɔ̃saleɔ̃]）是法国上阿尔卑斯省的一个市镇，属于加普区。

## 地理
拉巴蒂蒙萨莱翁（44°27'22"N, 5°44'58"E）面积15.08 平方千米，位于法国普罗旺斯-阿尔卑斯-蓝色海岸大区上阿尔卑斯省，该省份为法国东南部内陆省份，北起萨瓦省，西北接伊泽尔省，西南接德龙省，南至上普罗旺斯阿尔卑斯省，东北部与意大利接壤。
与拉巴蒂蒙萨莱翁接壤的市镇（或旧市镇、城区）包括：阿斯普勒蒙、沙贝斯唐、萨武尔农、塞尔、锡戈捷。

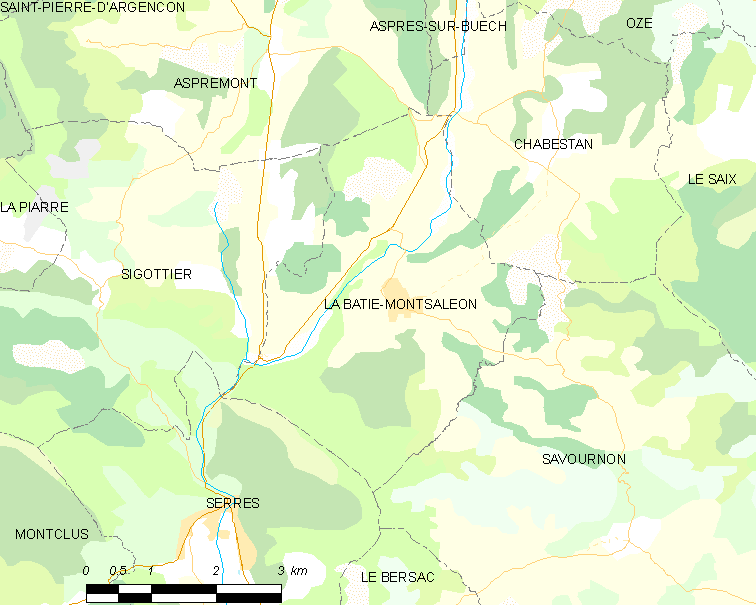
拉巴蒂蒙萨莱翁的OSM定位图

拉巴蒂蒙萨莱翁的时区为UTC+01:00、UTC+02:00（夏令时）。

## 行政
拉巴蒂蒙萨莱翁的邮政编码为05700，INSEE市镇编码为05016。

## 政治
拉巴蒂蒙萨莱翁所属的省级选区为塞尔县。

## 人口

1962-2008年间拉巴蒂蒙萨莱翁人口变化图示

拉巴蒂蒙萨莱翁于2022年1月1日时的人口数量为288人。